# La Coipa (distrito)
La Coipa é um distrito do Peru, departamento de Cajamarca, localizada na província de San Ignacio.

## Transporte
O distrito de La Coipa é servido pela seguinte rodovia:
- PE-5N, que liga o distrito de Chanchamayo (Região de Junín) à Ponte Integración (Fronteira Equador-Peru) - e a rodovia equatoriana E682 - no distrito de Namballe (Região de Cajamarca)
- PE-2B, que liga a cidade de Bellavista ao distrito de Sondor (Região de Piura) [1][2][3]